# Římskokatolická církev v Evropě
Římskokatolická církev je jedním z nejvýznamnějších křesťanských proudů v Evropě a na světě vůbec. Hlásí se k ní přibližně třetina obyvatel Evropy, což zároveň představuje necelou čtvrtinu všech katolíků na světě.
Katolicismus dominuje v západní části evropského Středomoří, Střední Evropě, na Pyrenejském poloostrově, v Belgii, Lucembursku a Francii, Irsku, Slovinsku, Chorvatsku a Litvě. Silné zastoupení má dále ve státech, kde se dělí o vliv s protestantismem: Německu, Švýcarsku, Nizozemsku a Severním Irsku. Významný podíl má též v Lotyšsku (kde se dělí o vliv s pravoslavím a protestantismem) a v Bosně a Hercegovině (kde existuje spolu s islámem a pravoslavím), signifikantní menšinu představuje v převážně islámské Albánii a většinově pravoslavném Bělorusku. Již nepříliš významnou až naprosto marginální menšinu představuje v rámci nástupnických států po Sovětském svazu (mimo již zmíněných Litvy, Lotyšska a Běloruska), Severských zemí, pravoslavné části balkánského prostoru a Turecka.
V současné době čelí katolická církev ve většině oblastí Evropy rozsáhlému úbytku věřících či poklesu jejich angažovanosti (řada z obyvatel se sice deklaruje za katolíky, ale neúčastní se církevního života - tzv. matrikoví katolíci). Některé tradičně katolické evropské oblasti byly v průběhu 20. století natolik sekularizovány, že jsou v současnosti církví považovány za misijní území (zejména Česká republika). Naopak zde ale existují tradičně silně katolické země, které stále poskytují misionáře a kněze pro vlažnější části Evropy - jde zejména o Polsko, které zásobuje kněžími a misionáři zejména Rusko, Bělorusko, Ukrajinu, Českou republiku a Finsko.